# Język tonsawang
Język tonsawang, także tombatu – język austronezyjski używany w prowincji Celebes Północny w Indonezji, pomiędzy terytoriami języków tontemboan i ratahan. Należy do grupy języków filipińskich.
Według danych z 1981 r. posługiwało się nim wówczas 20 tys. osób. Według nowszych szacunków (2018) ma nie więcej niż 8–10 tys. użytkowników.
Obszar jego użytkowania obejmuje miejscowość Tombatu oraz szereg sąsiednich wsi w południowej części regionu Minahasa. W latach 90. XX w. odnotowano, że jest językiem osiemnastu wsi. „Tombatu” to alternatywne określenie tego języka, używane zwłaszcza na poziomie lokalnym. W literaturze preferowana jest nazwa „tonsawang”. Sami użytkownicy posługują się też nazwami „toundanow” i „lo’bahikolai”.
S. Merrifield i M. Salea (1996) proponują podział na dwa obszary dialektalne: północny i południowy. Jest geograficznie odizolowany od większości pozostałych języków minahaskich. Daje się bliżej powiązać z językiem tontemboan, ale wynika to zapewne z sąsiedztwa obu języków. W I. poł. XX w. tontemboan i tonsawang próbowano łączyć jako przedstawicieli jednej grupy (bądź dialekty jednego języka). Według nowszej propozycji tonsawang jest odrębny od reszty języków minahaskich, tworząc samodzielną gałąź (przy czym nie oparł się wpływom leksyki tontemboan). Występują też zapożyczenia z bliżej niespokrewnionych języków mongondow, ponosakan i ratahan.
Powasnie zagrożony wymarciem, jest wypierany przez malajski miasta Manado i język indonezyjski. W latach 90. XX w. podano, że jest wykorzystywany w ograniczonym zakresie (jedynie w sytuacjach nieformalnych), a w roli prymarnego języka wśród osób młodszych występuje wyłącznie lokalny malajski.
Według danych z 2018 r. użycie tonsawang ogranicza się do kontaktów domowych oraz pewnych obrzędów i wydarzeń kulturalnych. W większych miejscowościach (jak np. Tombatu) przestał być powszechnie używany, a w mniejszych wsiach jego znajomość zachowują tylko osoby ze starszego pokolenia. Młodszym grupom wiekowym jest praktycznie nieznany, choć część osób potrafi przywołać pewne wyrażenia w tym języku bądź w pewnym (ograniczonym) stopniu go rozumie. 
Stosunkowo słabo poznany, do lat 70. XX w. opublikowane materiały ograniczały się do list słownictwa. Dokumentacją tego języka zajmował się Timothy C. Brickell. Został też opisany w postaci słownika (Kamus Tonsawang/Toundanow-Indonesia, 2012).